# 理查德·施罗克
理查德·羅伊斯·施罗克（Richard Royce Schrock，1945年1月4日—），現任美国加州大學河濱分校化學系正教授，法国斯特拉斯堡大学超分子科学与工程研究所和法国国家科学研究中心（CNRS）的教授，因为在有机化学中烯烃复分解反应的贡献，成为2005年度诺贝尔化学奖获得者之一。
施罗克生于印第安纳州的伯恩，在加利福尼亚州的圣迭戈上的高中。1967年，在加州大学河边分校获得学士学位，1971年在哈佛大学获得博士学位。1971年至1972年，施罗克获得美国国家科学基金会资助在剑桥大学进行博士后学习。1972年，他受雇于杜邦公司。1975年，施罗克在麻省理工学院任教，1980年成为正式教授。1989年，他获得弗雷德里克·G·凯斯教授（化学）称号。2019 年开始担任法国斯特拉斯堡大学超分子科学与工程研究所 （页面存档备份，存于）（ISIS）和法国国家科学研究中心（CNRS）的教授。施罗克是美国国家艺术与科学院和美国国家科学院院士。育有两个孩子。
2005年，施罗克与罗伯特·格拉布、伊夫·肖万共同获得了诺贝尔化学奖。
2006年9月，施罗克携夫人首次出访中国，并于9月12日受聘为武汉大学荣誉教授。
2018年，施羅克加入了他的母校加州大學河濱分校。他強調了他對於輔導年輕教師和學生的興趣。施羅克說：
「當初我作為河濱加州大學的本科生，在James Pitts實驗室的研究以及學校化學系課程的教學品質使我能充分的為了哈佛博班的學業做準備。我非常期待能回到河濱加州大學，將當初它給我的一些東西回饋給學校。」
2019年，施罗克与另一位美国有机化学家，波士顿学院化学教 Amir Hoveyda 一起加入法国斯特拉斯堡大学超分子科学与工程研究所 （页面存档备份，存于），致力于设计和开发能够以立体选择性方式生成四取代烯烃的催化剂。目的是减少工业、药品生产和日常材料制造和化学合成过程中产生的污染废物。